# Basílica de San Francisco de Asís
La Basílica Patriarcal de San Francisco está situada en Asís, en la región italiana de Umbría, y es Patrimonio de la Humanidad desde el año 2000. Lugar de la glorificación de San Francisco de Asís, se distinguen en ella dos partes fundamentales: la Basílica inferior, baja y oscura, y la Basílica superior, espaciosa y luminosa. Esta distribución se ha interpretado de manera simbólica: la primera representaría la vida de penitencia, mientras que la segunda simbolizaría la gloria.
La basílica forma parte de todo un complejo monumental franciscano. Enfrente del atrio que precede el ingreso de la basílica inferior se encuentra el ex Oratorio de San Bernardino, construido para la Tercera orden de San Francisco por oficiales lombardos en torno a la mitad del siglo XV. Tras el portal, se entra en el Sacro Convento que, además de la comunidad de Frailes Menores Conventuales, encargados de la custodia de la basílica, actualmente aloja el Instituto Teológico de Asís (ITA), el Instituto de Ciencias Religiosas (ISSRA), un Centro de documentación y un importante fondo de documentos y libros especializados en temas franciscanos.
La basílica tiene gran importancia desde el punto de vista religioso, al ser sede de la Orden Franciscana y tratarse de una parada fundamental para muchos peregrinos durante su viaje a Roma, y desde el punto de vista artístico, al contar con obras como La vida de San Francisco en los frescos de Giotto.

## Historia

### Orígenes

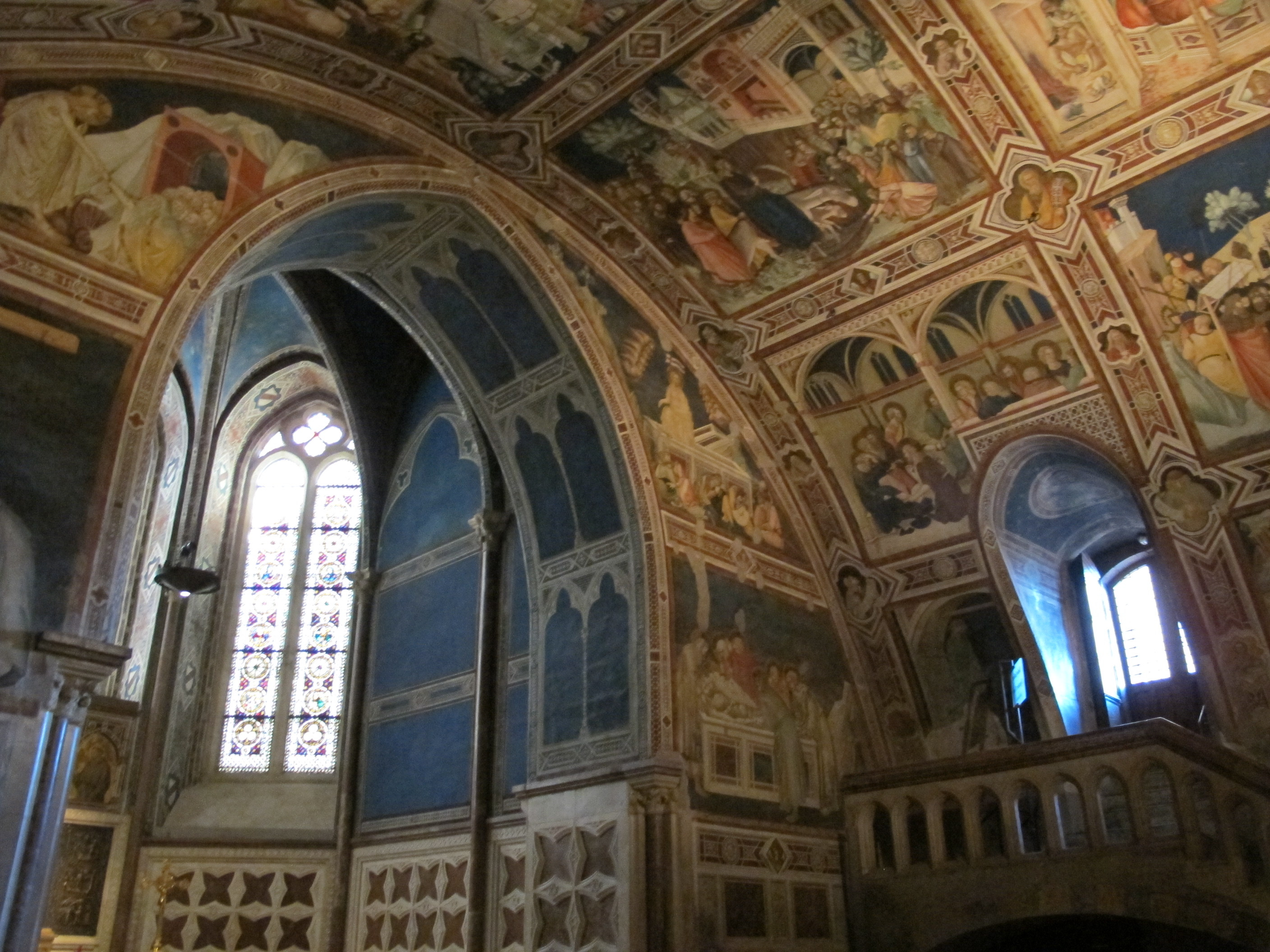
Transepto izquierdo de la iglesia inferior.

Ya en 1227, Gregorio IX y el representante de los frailes menores conventuales, el hermano Elías de Cortona, tuvieron la idea de construir una basílica en honor de Francisco donde se presentarían sus reliquias para la veneración de los fieles. El papa encargó al hermano Elías llevarla a cabo como máximo responsable del proyecto cuando fue destituido de la dirección de la orden durante el capítulo general de Pentecostés de 1227 que nombró al provincial de España Jean Parenti.
La bula Recolentes qualiter de Gregorio IX de 29 de abril de 1228 testimonia que la construcción fue planeada poco antes del proceso de canonización y la adquisición del terreno por fray Elías en nombre del papa el 30 de marzo de  1228.
El 15 de julio de 1228, sólo dos años después de su muerte, Gregorio IX se encontraba en Asís y procedió a la canonización de Francisco en la iglesia de San Jorge (posteriormente incorporada al conjunto de la basílica de Santa Clara), donde reposaba entonces su cuerpo. Al día siguiente, 16 de julio, el pontífice y el representante de los frailes menores conventuales, fray Elías —que volvería a ser ministro general de la Orden Minorita de 1232 a 1239— pusieron la primera piedra de la imponente basílica, según lo acordado el año anterior. Pronto quedó claro que la nueva basílica sería una specialis ecclesia, es decir, a la vez el santuario que albergaría los restos del santo y la iglesia madre de la nueva Orden.
Según la tradición, habría sido el propio Francisco quien habría indicado el lugar donde deseaba ser enterrado, en la colina más baja de la ciudad donde generalmente eran enterrados los sediciosos y los condenados por la justicia (quizás llamado por este motivo Collis inferni, 'colina del Infierno'). Esta colina, donada por Simone di Pucciarello, pasó pronto a llamarse Collis paradisi ('colina del Paraíso') y sobre ella se construyó la nueva basílica, en el extremo noroeste de la ciudad amurallada. Este lugar, situado junto a la ciudad y a un bosque en su cara norte, y desde donde se divisaba todo el valle de Espoleto, era ideal para la vida de los frailes. El terreno procedía de una donación de dos ciudadanos de Asís a la Santa Sede y al apoyo de la comuna. Si las disposiciones testamentarias de Francisco (1226) recomendaban la construcción de iglesias según la regla primaria de la pobreza, disposición también confirmada en el estatuto redactado bajo Bonaventure da Bagnoregio (1260), la basílica supuso una ruptura evidente con el rigor típicamente franciscano. Las edificaciones eclesiales eran consideradas como un medio para transmitir el mensaje franciscano, especialmente a través de las decoraciones figurativas que deben crear verdaderas Biblia pauperum, «Biblias para los pobres» que son analfabetos y no saben leer, pero que pueden aprender a través de las imágenes.
La iglesia, que fue una de las piedras angulares de la difusión del gótico en Italia, tenía varios propósitos. En primer lugar, era el lugar de enterramiento del fundador de la orden, quien, dos años después de su muerte, ya era considerado una de las figuras más importantes de la historia del cristianismo: por este motivo, su tamaño fue diseñado para permitir la peregrinación. y devoción popular. Un segundo objetivo estaba más estrechamente vinculado al papado, que veía en ese momento a los franciscanos, tras la desconfianza inicial, como unos aliados que le permitirían estrechar vínculos con las clases más humildes y populares. Por este motivo, las necesidades ligadas al flujo de peregrinos (anchura, conjunto de representaciones didácticas) se combinaron con el esquema de una capilla palatina (la basílica es en realidad una capilla papal), beneficiándose de las influencias góticas más modernas, como en la Sainte-Chapelle de París, que también fue diseñada con dos iglesias superpuestas.
El proyecto era enorme y los gastos considerables. Estuvieron cubiertos al principio por el papado, que era el único que tenía la capacidad de ocuparse de ellos. En 1228 concedió indulgencias a todos aquellos que contribuyeran económicamente a su realización. Los benefactores debieron haber respondido a la llamada, como Jacqueline de Septisoles, a quien Francisco llamó «hermano Jacqueline», y que es la única laica que obtuvo el privilegio de ser enterrada allí. En 1232, para contribuir a los gastos, el municipio de Asís estableció un impuesto sobre los cereales pagadero por todos los habitantes bajo pena de destierro. El mismo año, Elía, que se había convertido en ministro general de los Frailes Menores, decidió que la orden debía contribuir y organizó misiones y colectas con este fin en todas las provincias franciscanas. En 1237, se les cobraron fuertes impuestos para poder fabricar las campanas del campanario.
La construcción de la basílica se inició en 1228 bajo Gregorio IX con la iglesia inferior, una especie de inmensa cripta destinada a albergar las reliquias del santo. Se desconocen los nombres de los arquitectos; las hipótesis planteadas serían que habría sido el propio hermano Elías, Lapo o Jacopo Tedesco (este último es mencionado por Giorgio Vasari ), fray Giovanni della Penna o fray Filippo da Campello.

### Traslado de las reliquias de san Francisco

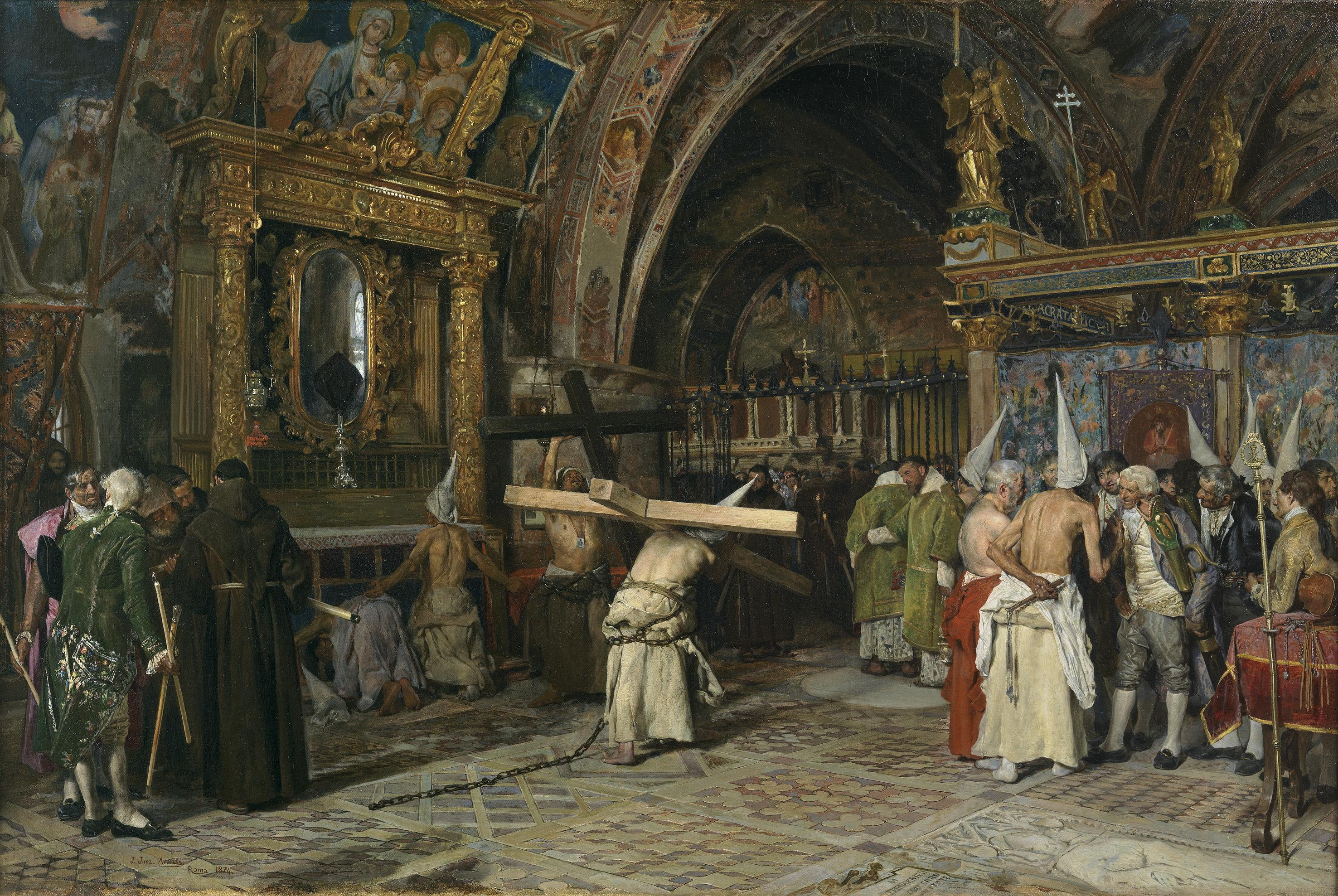
Penitentes en la Basílica Inferior de Asís, cuadro de José Jiménez Aranda (1874, Museo del Prado).

La basílica inferior debió estar terminada ya en 1230, cuando el 25 de mayo fueron trasladado desde la iglesia de San Jorge, solemnemente, los restos mortales de san Francisco. Durante la ceremonia, el carro que transporta el sarcófago que contenía los restos del santo fue asaltado por la multitud en las estrechas calles de la ciudad. Las milicias comunales debieron intervenir; ya que algunos, al parecer, se habían apoderado de reliquias. Para evitar disturbios, el podestà y Elías prohibieron a la multitud, pero también a los frailes menores y al ministro general, entrar en la basílica cuyas puertas quedaron cerradas y el acceso vigilado por hombres armados, lo que generó una gran frustración entre los laicos que esperaban la llegada de milagros que solían ocurrir durante los traslados de reliquias. Estas habrían sido depositadas en una pequeña bóveda excavada en la roca, cerrada por una puerta.
Gregorio IX reaccionó violentamente en la bula Speravinus Hacrenus del 16 de junio de 1230, en la que responsabilizó a los Frailes menores y a la comuna del desorden, evocando su generosidad y sus donaciones sin las cuales la basílica no podría haberse construido, y amenazando con excomulgar a los autoridades municipales y retirar a la basílica su privilegio de exención. Prohibió el convento de los Hermanos.
Según la tradición, el cuerpo se ocultó para evitar que fuese robado: en la década de 1480, el papa franciscano Sixto IV hizo realizar trabajos para hacer inviolable la tumba, cuyo lugar se mantuvo en secreto, lo que suscitó un cierto número de especulaciones.
Hasta diciembre de 1818 no fue encontrado, en un sarcófago de piedra protegido por una reja de hierro. Con autorización de Pío VII, se excavó la cripta, que fue realizada en estilo neoclásico bajo la dirección del arquitecto romano Pascual Belli. El estilo contrastaba demasiado con el resto de la basílica, por lo que entre 1925 y 1932 la cripta fue radicalmente modificada mediante un proyecto del arquitecto Hugo Tarchi según el estilo neorrománico.

### Finalización del sitio

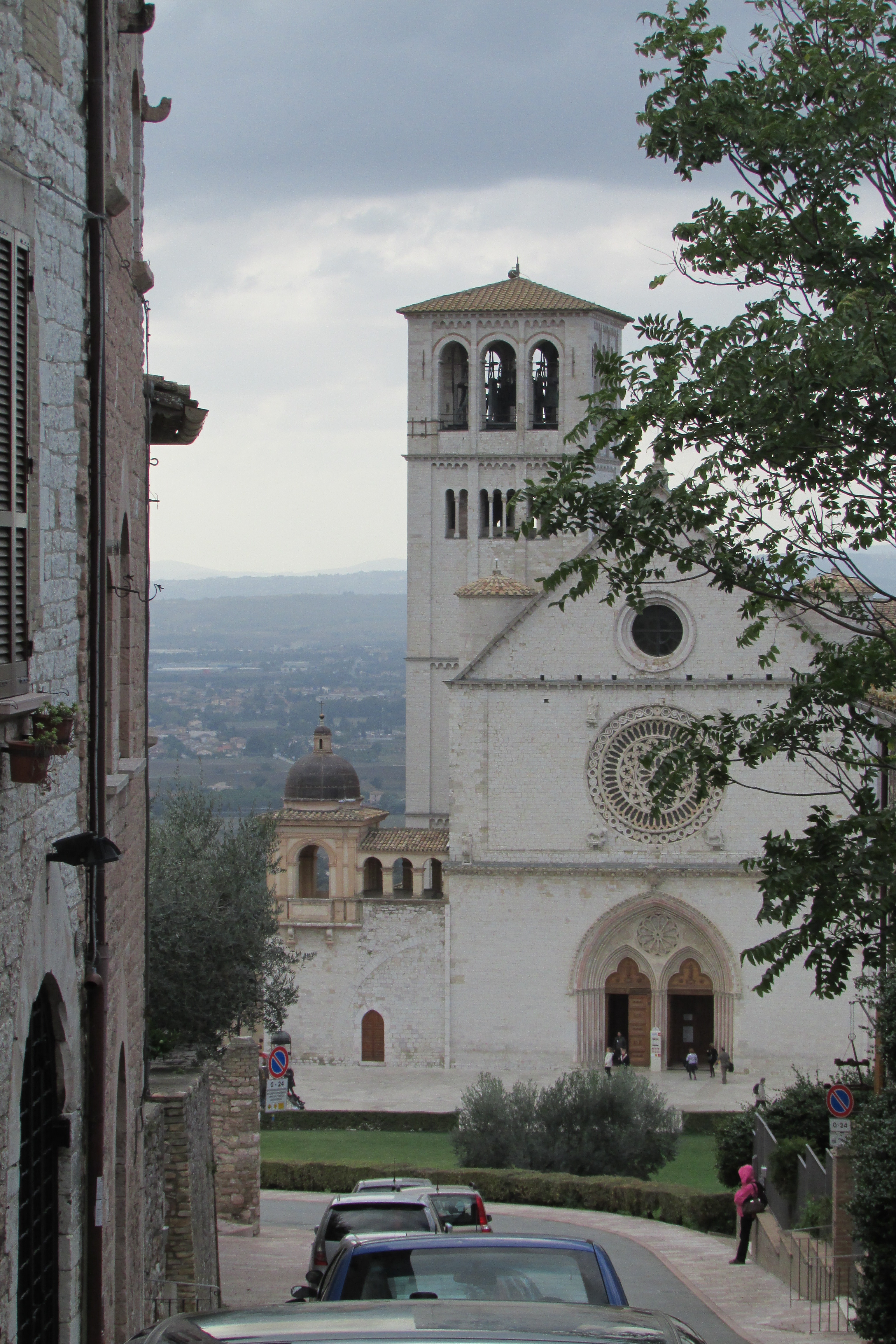
Iglesia superior

Inicialmente, la basílica (inferior) debía corresponder a los actuales tramos segundo, tercero y cuarto. De planta rectangular, su sencillez se acercaba al modelo franciscano. La estructura, bastante simple, fue rápidamente modificada con líneas más majestuosas, inspiradas en parte en la arquitectura románica lombarda, y sugerencias góticas que recuerdan a los edificios construidos por la orden cisterciense.
Cuando el hermano Elías se convirtió en general de la Orden (1232), se decidió construir dos iglesias superpuestas e independientes, de proporciones mucho mayores, que exaltarían la gloria del santo fundador y de la propia Orden. A la disposición original se le añadió un nuevo tramo hacia el este, el transepto saliente y el ábside, mientras que se construyeron pilares exteriores y contrafuertes para soportar el peso de la basílica superior. Por el mismo motivo se reconstruyó la cubierta de carpintería original con bóvedas de crucería.
La doble función del edificio se organizó de la siguiente manera: en el nivel inferior, la iglesia sepulcral y la cripta, destinada al uso de hermanos y laicos que deseasen acercarse a la tumba del santo; arriba, la sala monástica, el espacio para los sermones, destinado a los servicios solemnes y que sirvió de capilla pontificia cuando el papa residía en Asís. El conjunto se completó con un campanile en 1239.
La orientación gótica de la arquitectura, muy moderna para la época en el centro de Italia donde se mantuvieron las formas románicas hasta finales del siglo XIII, estuvo probablemente vinculado al ascenso al poder del inglés Haymo de Faversham quien, en su calidad de general de la Orden (1241), llamó al lugar a maestros albañiles transalpinos altamente cualificados, que sin duda habrían trabajado en las obras de construcción de las catedrales de Reims o Angers El resultado fue una especie de «jaula gótica» en la que la osatura nervada de la basílica superior contrasta con el aspecto románico de las fachadas exteriores, creando la discontinuidad, pero también la marcada originalidad del edificio. Como resultado, la basílica de Asís anticipó las grandes iglesias que serían construidas por los Frailes Menores en Europa a partir de 1250.
El edificio mira hacia el oeste, como San Pedro en Roma o el Santo Sepulcro en Jerusalén, y su pórtico se abre a la ciudad.
La escasez de fuentes escritas para el período posterior no permite describir el progreso de la obra, al menos hasta la consagración de 1253, cuando el conjunto no necesariamente tuvo que haber estado terminado. La construcción de la capilla de Santa Catalina en 1367 marca el final de la construcción, ya que la basílica no sufrió modificaciones sustanciales durante los siglos siguientes.
La basílica fue consagrada el 25 de mayo de 1253 por el papa Inocencio IV, el año en el que también murió fray Elías. Inocencio ordenó que el conjunto se dignificara con trabajos de decoración. 
Desde 1289 cuando Nicolás IV, primer papa franciscano de la historia de la Iglesia, le concedió el estatus de Iglesia papal, toda la basílica está sometida a la directa jurisdicción del pontífice.

### DelsigloXIIIalXIX
A finales del siglo XIII, la basílica inferior se enriqueció de capillas laterales, todas en estilo gótico.
En el siglo XIII predicó en la basílica san Buenaventura de Bagnoregio, pronunciando hasta 16 sermones; en el siglo siguiente, también predicó san Bernardino de Siena.
En 1754 el papa Benedicto XIV le otorgó la distinción de basílica patriarcal y de capilla papal.
En 1798, la basílica fue invadida por los franceses y saqueada. El tesoro de la basílica fue saqueado varias veces: en 1320 por Muzio di Francesco, líder de los exiliados gibelinos que reconquistaron la ciudad; en 1492 por los Baglioni, en 1497 por Jacopo Fiumi y a finales del siglo XVIII por los franceses.
En el siglo XVII vivió en el convento san José de Cupertino, admirado y seguido por María de Saboya. En 1702, Ángela María del Giglio y Giuseppe Antonio Marcheselli fundaron allí la Congregación de las Hermanas Franciscanas Misioneras de Asís

### Época moderna
En 1810 la orden fue suprimida, pero en 1814 regresaron los franciscanos. La orden franciscana fue nuevamente suprimida inmediatamente después de la unificación de Italia y el convento se convirtió en un internado nacional. La Iglesia no recuperó la posesión hasta 1927. En 1939, con la proclamación de Francisco como santo patrón de Italia, la basílica se convirtió en «santuario nacional».
Entre 1965 y 1983, la basílica fue objeto de una importante serie de obras de restauración destinadas a consolidar las estructuras y salvaguardar los frescos, que en ocasiones estaban desprendidos. Las sinopias también fueron recuperadas e instaladas en el Museo del Tesoro.
El 8 de agosto de 1969 Pablo VI determinó que la Basílica pasaría a estar regida por un Cardenal como Legado suyo.

### Daños provocados por el terremoto de 1997
El 26 de septiembre de 1997, a las 02:33, un fuerte temblor de tierra afectó a las regiones italianas de Umbría y Las Marcas. Unas nueve horas más tarde, otro terremoto se repitió en la zona, provocando la muerte de dos frailes y dos técnicos que se hallaban supervisando los daños que el primero había provocado en la basílica superior.
Ambos sismos causaron profundas grietas, con el derrumbe de la bóveda en dos puntos, e ingentes daños en el tímpano del transepto. Ciento treinta metros cuadrados de frescos medievales se redujeron a miles de fragmentos: el San Jerónimo, atribuido por algunos a Giotto joven, donde estaban representados los cuatro doctores de la iglesia; la figura de San Mateo, sobre la bóveda donde se representan los Cuatro Evangelistas de Cimabue; y además, la bóveda estrellada, repintada en el siglo XIX. Desde el arco de la contrafachada y desde la nervadura, también derrumbados, cayeron a tierra ocho figuras de santos y otras decoraciones.

#### Restauración

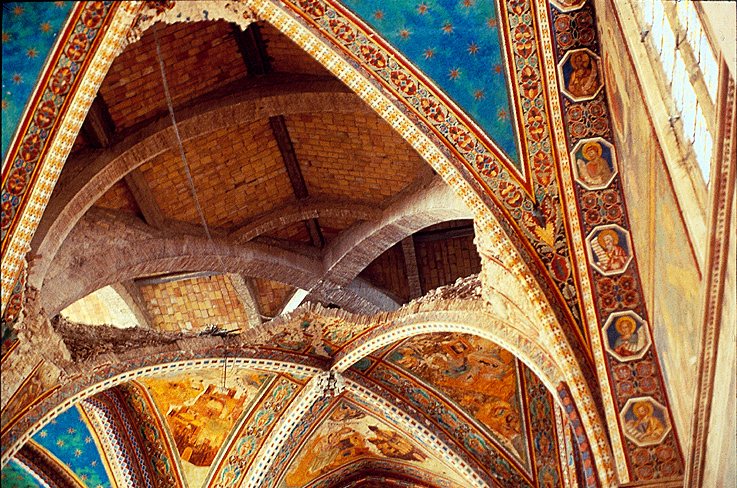
La bóveda de Cimabue tras el derrumbe.

El conjunto de tareas de restauración se denominó El taller de la Utopía (en italiano, Il cantiere dell’utopia). Las primeras intervenciones tras el terremoto se dirigieron sobre todo a la puesta en seguridad del edificio y a la recuperación de los fragmentos esparcidos entre los escombros. Las muestras de solidaridad no se hicieron esperar; así, se recibió la ayuda de técnicos de la Superintendencia y restauradores del Instituto Central para la Restauración de Roma (ICR). También trabajaron muchos voluntarios de toda Italia, principalmente estudiantes de los Cursos de Conservación y de Historia del Arte de Viterbo y Roma, pero también historiadores del arte, fotógrafos, arquitectos, informáticos, físicos, químicos, biólogos y bomberos, entre otros.
La basílica permaneció cerrada hasta el 29 de noviembre de 1999, debido a trabajos de conservación y restauración. Dos de los ocho santos contiguos a la contrafachada, San Rufino y San Victorino, fueron repuestos en la bóveda. Se recogieron, en condiciones difícilísimas a causa de los continuos golpes de asentamiento, más de trescientos mil fragmentos procedentes del arco de los santos y de las cercanas bóvedas de San Jerónimo, estrellada y de San Mateo. Tras esta primera fase, siguió otra que consistió en un trabajo de selección y clasificación de los fragmentos con base en los matices, el color y la técnica de ejecución. Sucesivamente, se pasó al reconocimiento fotográfico, seguido de tentativas de localización, acorde a los puntos de fractura, de los posibles puntos de juntura. Resultó indispensable el auxilio de las fotografías en color realizadas antes del sismo y su impresión a tamaño natural, sobre las cuales se pudieron efectuar las pruebas de correspondencia de los fragmentos.
El 26 de septiembre de 2001 se recolocaron los ocho santos (Rufino, Victorino, Benito, Antonio de Padua, Francisco, Clara, Domingo y Pedro Mártir).
Un año después, el 26 de septiembre de 2002 se recolocó también la cúpula de San Jerónimo, tras trabajar quince expertos del ICR con unos 50 000 pequeños fragmentos sobre una superficie de ochenta metros cuadrados. Esta parte de la reconstrucción fue subvencionada por el Gobierno italiano con 2 millones y medio de euros, y por el Fondo Europeo con 250 000 euros. Se recuperó el 70% del fresco original.
El 5 de abril de 2006 se desarrolló la inauguración de las bóvedas de San Mateo y del cielo estrellado. Por desgracia, no se logró recuperar todo el material. Antes del derrumbe, las condiciones del fresco de San Mateo no eran buenas por la oxidación de esta obra de Cimabue. Solo el 20% de los 120 000 fragmentos en que se convirtió pudieron recolocarse. Ocupó a decenas de restauradores, se emplearon unas 160 000 horas de trabajo y el coste fue de dos millones de euros.

### Patrimonio mundial de la Unesco
En el año 2000, el conjunto serial «Asís, la basílica de San Francisco y otros sitios franciscanos» fue inscrito en la lista del Patrimonio Mundial de la UNESCO.

### Peregrinaje
Al esconder las reliquias del santo en un lugar de difícil acceso, los Hermanos impidieron efectivamente el desarrollo de una peregrinación alrededor de la tumba. La peregrinación a la basílica de San Francisco mantuvo un carácter local y, en el mejor de los casos, regional hasta el siglo XIX . Rápidamente compitió con el éxito de la Porciúncula. Tampoco ayudaba que a las mujeres no se les permitiera pasar más allá de la puerta del coro. De facto, el carácter milagroso de la santidad franciscana volvió, no al carismático fundador de la orden, sino a san Antonio de Padua, que murió cinco años después de él.

## Basílica inferior

### Origen
El edificio original, terminado en 1230, cuando fue trasladado el cuerpo del Santo y depositado en un sarcófago bajo el altar mayor, corresponde a las arcadas segunda, tercera y cuarta de la actual iglesia. Era probablemente un aula rectangular con la simplicidad propia del modelo franciscano. Iba a ser en principio una cripta sepulcral para el santo, pero debido a su gran tamaño siempre se le denominó como basílica inferior.

### Entrada
Debido a la pendiente de la colina, la entrada fue trasladada al lado izquierdo de la nave. El ingreso tiene lugar a través de un elegante portal gótico de la segunda mitad del siglo XIII, sobrepasado por un rosetón definido por el historiador Adolfo Venturi como «el rosetón más bello del mundo», y precedido por un atrio renacentista obra del escultor Francisco di Bartolomeo da Pietrasanta. Está compuesto por un arco sustentado por dos columnas con ático decorado por un friso con dos festones. Los mosaicos y mayólicas coloreadas de la parte superior, del siglo XIII, se encuentran hoy casi desaparecidos por completo. El portal, concluido antes de 1271, tiene dos puertas de madera realizadas por artistas de Umbría del siglo XVI.

### Interior
El interior de la basílica inferior tiene planta con forma de Tau, símbolo franciscano. A finales del siglo XIII se modificó la estructura románica inicial, una única nave con cuatro arcadas, y se añadieron capillas a lo largo de las paredes laterales y del atrio de entrada. La introducción de las capillas obligó al cierre de las ventanas a lo largo de la nave, creando una sugestiva penumbra que induce al recogimiento, e implicó también que se perdieran algunos fragmentos del ciclo pictórico original que representa las Historias de la Pasión de Cristo.

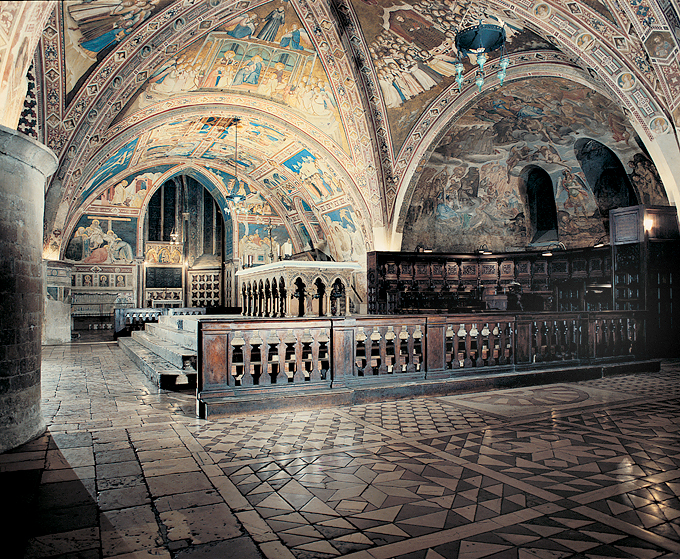
Altar mayor de la basílica inferior.

Se entra por el brazo transversal, decorado con pinturas de Cesare Sermei, Giacomo Giorgetti y Girolamo Martelli, artistas de Umbría del siglo XVII, y que también trabajaron en la bóveda del presbiterio. Esta parte de la basílica inferior está hoy destinada al culto eucarístico y a las celebraciones ordinarias de la Misa. Recorriendo la nave se llega al presbiterio que tiene en el centro el solemne altar papal de estilo gótico, situado justo en correspondencia con la tumba de Francisco.

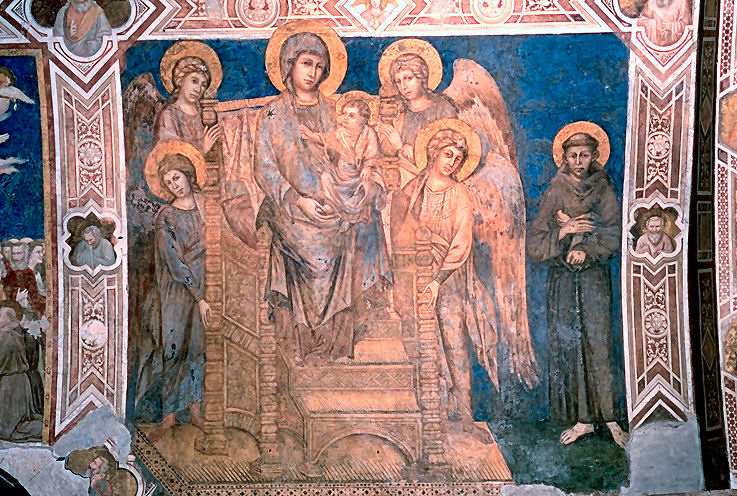
Cimabue: Virgen en majestad con Niño, cuatro ángeles y San Francisco.

La decoración fue encomendada a grandes firmas de la pintura italiana: Cimabue, Giotto y su taller, Simone Martini y el senés Pietro Lorenzetti, que la llevará a término en la segunda década del siglo XIV con escenas de la Pasión de Cristo. En lo alto, al centro del presbiterio, en el cruce entre la nave y el transepto, están representadas la Apoteosis de San Francisco de Asís y la Alegoría de los tres votos: obediencia, pobreza y castidad (1315-1320), obra de un pintor muy cercano a Giotto llamado Maestro delle Vele. Las paredes del presbiterio están recubiertas por una rica decoración pictórica, ciclo que se inicia con las Historias de la infancia y de la pasión de Cristo para acabar con la Glorificación del Santo, ambas obras de Giotto. Tienen particular interés, en la pared izquierda la Crucifixión, atribuida directamente a Giotto, y en la derecha, el fresco de Cimabue Virgen en majestad con Niño, cuatro ángeles y San Francisco.
Los escaños de madera del coro son obra de artistas del área umbro-toscana y están datados en el año 1471. A la izquierda de la tercera arcada se encuentra la Tribuna de San Estanislao, proclamado santo en Asís en 1253 por el Papa Inocencio IV.

#### Capillas

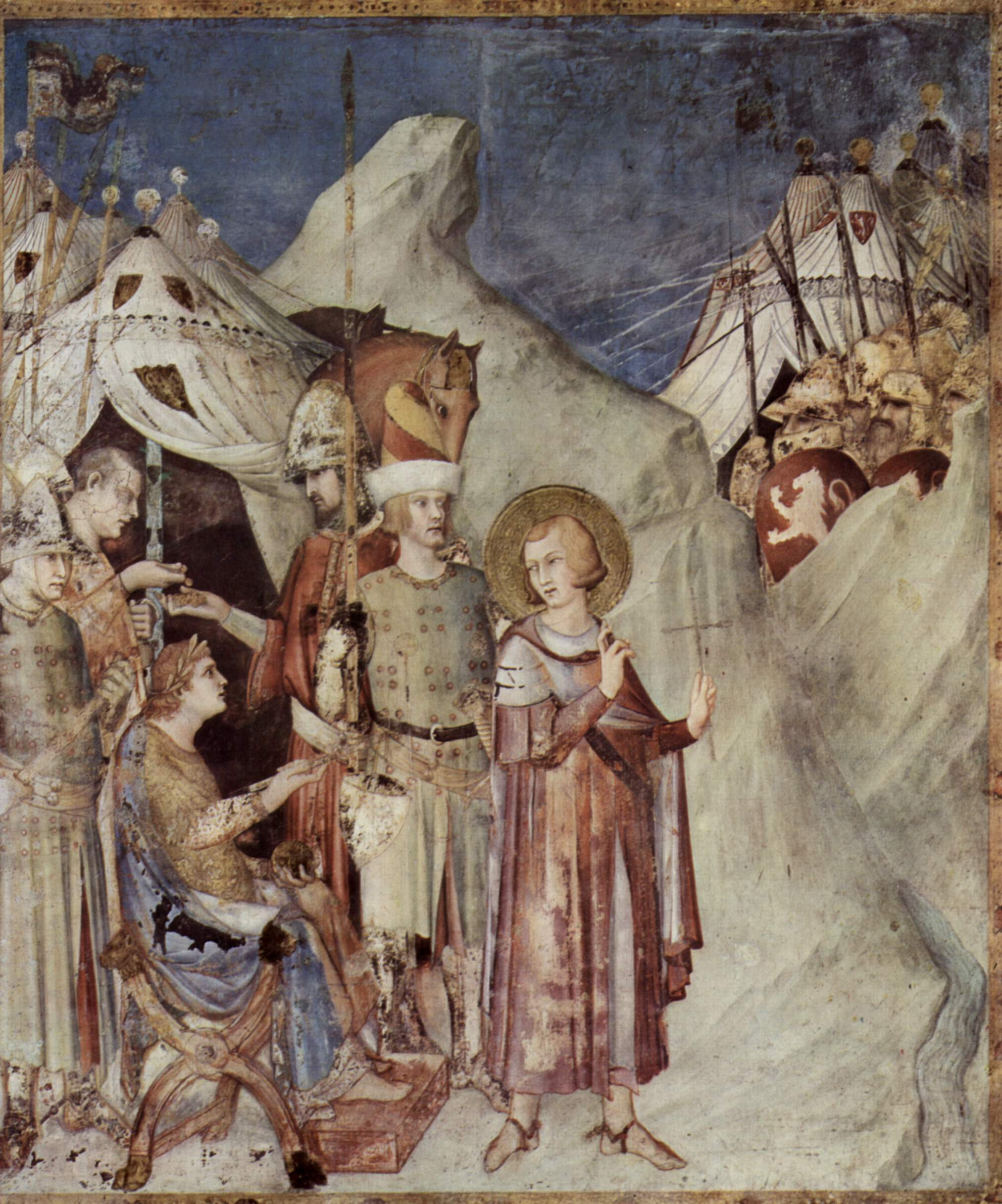
San Martín deja la vida militar y renuncia al ejército (Simone Martini).

- Capilla de San Sebastián: Pequeña capilla que se encuentra entrando en la basílica inferior, a la izquierda. Posee decoraciones pictóricas que representan episodios de la vida de San Sebastián obra de Girolamo Martelli, pintor de Asís del siglo XVII. En el lado derecho hay dos monumentos: el mausoleo de Juan de Cerchi y el mausoleo de Juan de Brienne, rey de Jerusalén y emperador de Constantinopla. Junto a la capilla está la Virgen de la Salud, obra de Ottaviano Nelli.
- Capilla de San Antonio o del Sacramento: A través de una puerta se pasa al pequeño claustro del cementerio. El suelo y las paredes del pórtico están revestidos por lápidas, de las cuales la más antigua data de 1295.
- Capilla de Santa Catalina: Se encuentra en frente de la entrada. Fue construida en 1367, siendo enterrado en ella el cardenal Gil Álvarez de Albornoz antes de que sus restos mortales se trasladasen a España en 1372. Está decorada con un ciclo de frescos dedicados a Santa Catalina de Alejandría, obra del boloñés Andrea Bartoli y sus ayudantes (1368-1369).

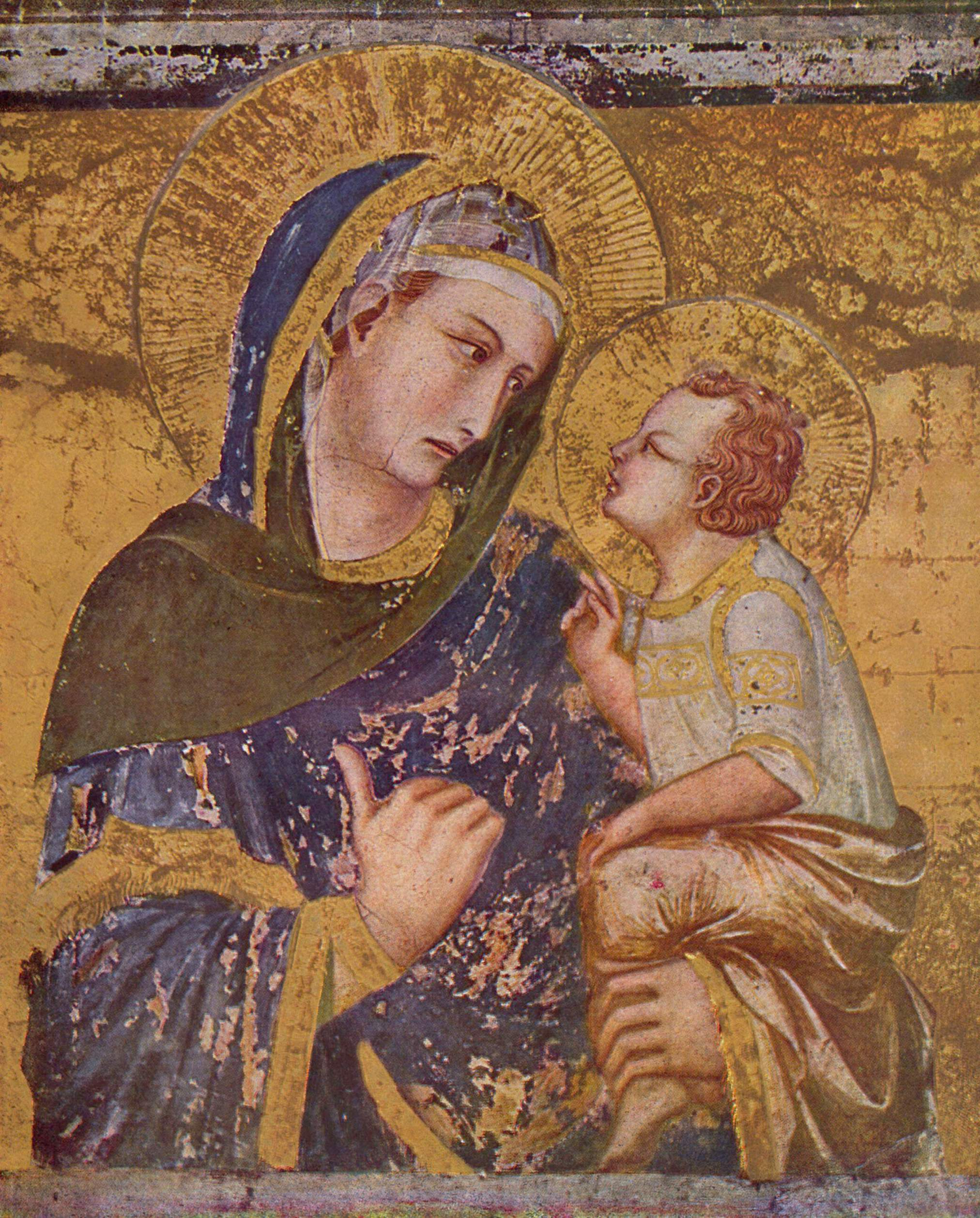
Madonna dei Tramonti (Pietro Lorenzetti).

- Capilla de San Martín: Es la primera del lado izquierdo de la nave. Fue construida por el cardenal Gentile Partino de Montefiore y pintada al fresco, entre 1312 y 1315, por Simone Martini con las historias de la vida de San Martín de Tours.
- Capilla de San Esteban y San Luis: Se halla en el lado derecho de la nave. Pintada al fresco en torno a 1570 por el pintor asisiense Dono Doni, primero fue dedicada a San Luis de Anjou, obispo de Tolosa de Languedoc y fraile franciscano, y más tarde también a San Esteban.
- Capilla de San Antonio de Padua: Situada en el lado derecho de la nave, fue pintada con escenas del santo por Cesare Sermei de Orvieto en 1610, ayudado por Martelli. Se representan también escenas de la vida de San Antonio en la vidriera, atribuida al asisiense Juan Bonino.
- Capilla de la Magdalena: Se encuentra también en el lado derecho de la nave y fue pintada al fresco por Giotto de 1296 a 1329. Se representan historias de la santa, en una de las cuales aparece de la mano de Teobaldo Pontano, obispo de Asís, quien pide intercesión.
- Capilla de San Nicolás de Bari: Se abre en la parte inferior del transepto derecho. Fue construida a finales del siglo XIII. Está decorada con frescos que se atribuyen al anónimo giottesco "Maestro de San Nicolás". Junto a la entrada de la capilla aparecen cinco santos pintados por Simone Martini identificables con Francisco, Ludovico de Tolosa, Isabel de Hungría, Margarita de Hungría y Enrique de Hungría. También se atribuye a Martini la Virgen con el Niño entre los santos Esteban y Ladislao. Las vidrieras, también de estilo giottesco, se realizaron a principios del siglo XIV.
- Capilla de San Juan Bautista: Se entra a ella por el lado izquierdo del transepto. Fue construida a finales del siglo XIII por encargo del cardenal Napoleón Orsini. Decorada por Pietro Lorenzetti con el fresco Madonna dei Tramonti.

### Cripta

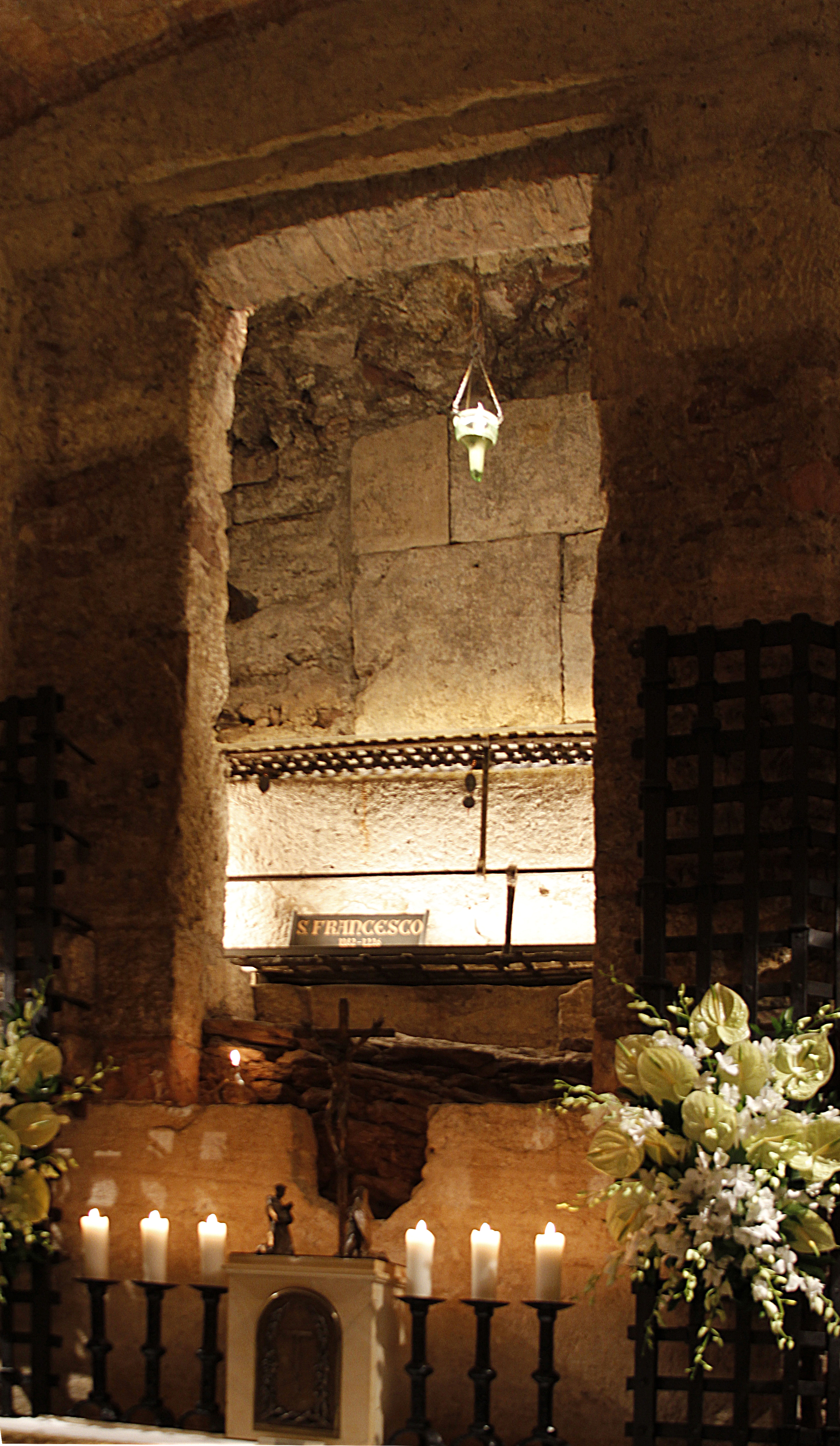
Tumba de San Francisco.

En la mitad de la nave central se encuentran dos rampas por las cuales se baja a la cripta donde se custodia el cuerpo de San Francisco. Este lugar, el más pobre en cuanto a obras de arte, es el corazón de la basílica. Formando parte de un pilar que sostiene el altar mayor de la basílica inferior, se observa la celda funeraria construida por fray Elías. En su interior, protegido por una reja, se encuentra el sarcófago que contiene los restos mortales de San Francisco. Se trata de una urna metálica dorada de 1818, que contiene otra transparente de 1978, año en que se realizó un reconocimiento de sus restos, (la última vez fue el 25 de marzo de 2015)
En la entrada de la cripta, junto a la escalera que conduce desde la basílica hacia la misma, se encuentra la tumba de la beata Jacoba de Settesoli, señora de la nobleza de Roma, que fue una de las amigas y benefactoras más fieles de Francisco y estuvo a su lado en la Porciúncula en el momento de su muerte. Además, en 1932, en las cuatro esquinas de la cripta se colocaron los cuerpos de cuatro de sus compañeros, los beatos fray Ángel de Rieti, fray León, fray Maseo de Marignano y fray Rufino. Otros cinco están sepultados en el brazo derecho de la basílica inferior.

### Capilla de las reliquias
Se llega a ella desde el brazo derecho del transepto. Se construyó en la Sala capitular del primer convento de los frailes. En la sala, de estilo románico, se custodian las reliquias de San Francisco, entre las que destacan:
- Su hábito color ceniza, sus sandalias de piel con que cubría los estigmas de los pies y la piel que evitaba que la sangre del costado manchara la túnica.
- El cuerno de marfil regalo de al-Malik al-Kamil, Sultán de Egipto, en 1219.
- Dos autógrafos, uno con la "Bendición a fray León", quien era su amanuense, confesor y enfermero, y otro con sus "Alabanzas al Dios altísimo".

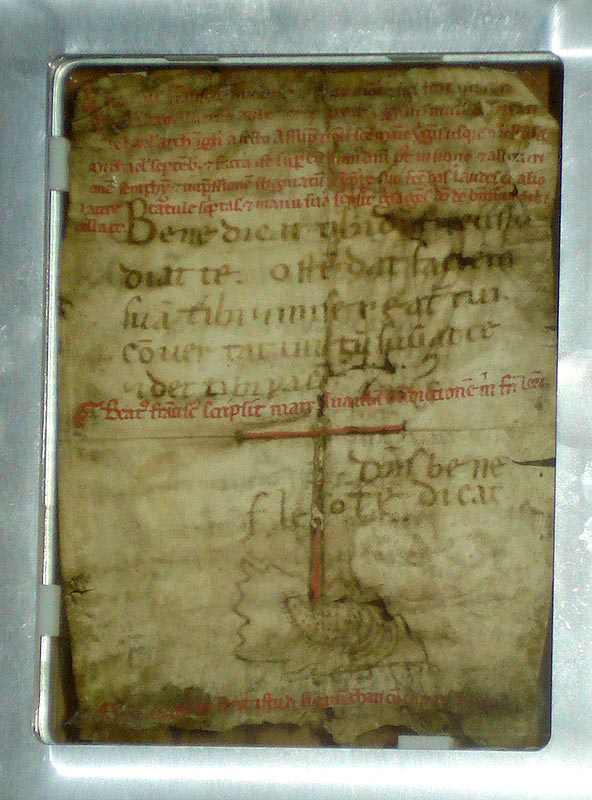
Bendición a fray León, una de las reliquias de Francisco que se conservan

- El texto original de la Regla franciscana, considerada como la Carta Magna del movimiento franciscano.
- El cáliz y la patena empleados por los frailes en La Porciúncula.

En el luneto, frente a la entrada, está pintada una Crucifixión con María, Juan, Pedro y Pablo, fresco giottesco del asisano Puccio Capanna.

### Claustro de Sixto IV
Subiendo dos escaleras situadas a los lados de la basílica inferior, se sale a una terraza que da al Claustro grande. Decorado y pintado al fresco, se construyó en 1476 por voluntad del Papa franciscano Sixto IV. En las lunetas, entre 1564 y 1570, Dono Doni pintó las Historias de San Francisco.

### Museo
Se accede a él desde la terraza del claustro. Alberga una colección de pinturas y reliquias conocida como Tesoro de la Basílica de San Francisco, unida a la historia de la misma, y fruto de las donaciones de objetos de personas que querían con ello testimoniar su devoción por el santo. Encontramos relicarios, cálices y objetos litúrgicos y artísticos, algunos pertenecientes a Papas de los siglos XIII-XIV, o el tapiz que representa el árbol franciscano y que fue donado por Sixto IV en la segunda mitad del siglo XV. Muchos de los objetos se han ido perdiendo con el tiempo, por deterioro de las telas o por robos.
Se encuentra también una colección de pinturas donada a los frailes por el crítico de arte estadounidense Federico Mason Perkins tras su muerte en Asís en 1955, constituida por 57 obras de las escuelas sienesa, florentina, veneciana, veronesa y emiliana.

## Basílica superior

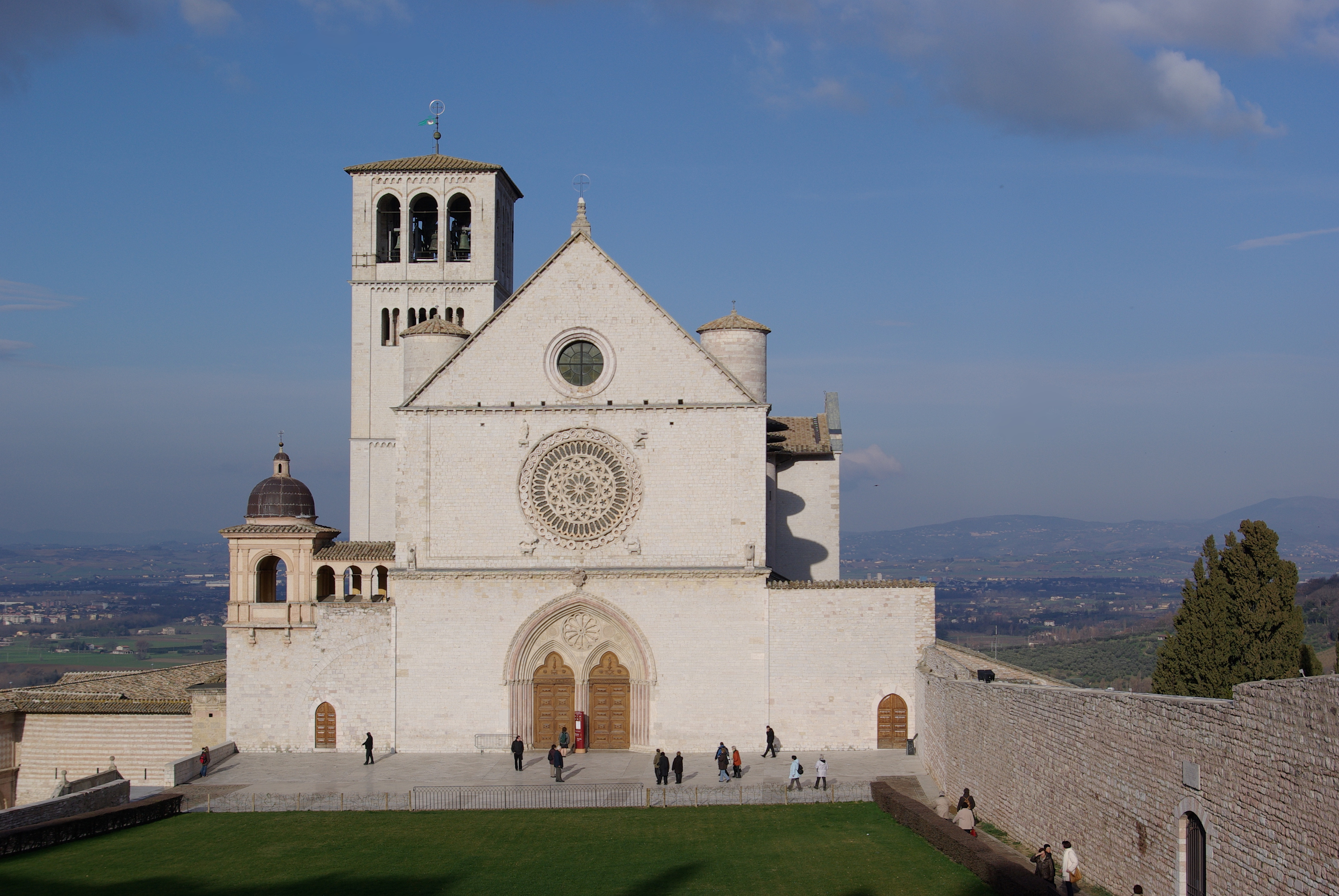
Fachada de la Basílica superior.

### Exterior
La Basílica superior presenta una fachada simple “de cabaña”. La parte alta está decorada con un grandioso rosetón central, que a los lados tiene los símbolos de los Evangelistas en relieve. La parte baja está enriquecida por el majestuoso portal, única referencia externa de la arquitectura gótica. En el lado izquierdo de la fachada se apoyó, en el siglo XVII, la Logia de las bendiciones desde la cual, en época pasada, se mostraba el Velo santo de la Virgen. En el mismo lado, en la zona absidal, poco después de la construcción de la iglesia superior fue levantado el campanario románico, de sesenta metros de altura y con un juego de cornisas y arcos pensiles que dividen su recorrido hacia el alto.

### Interior

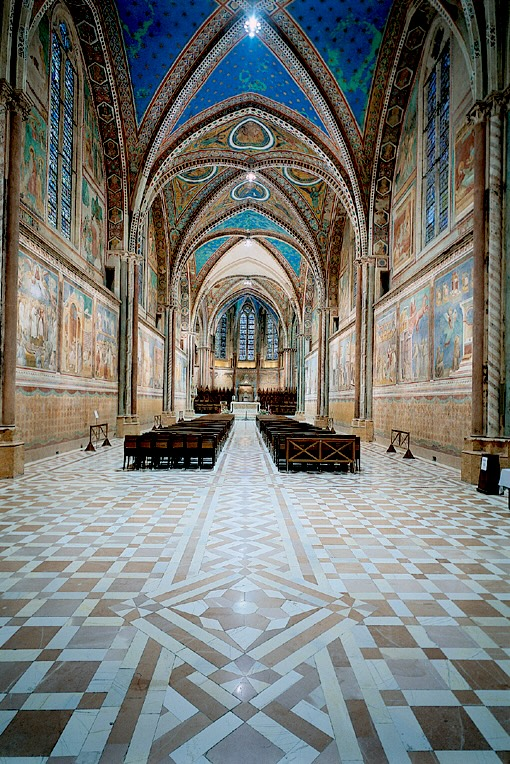
Nave de la Basílica superior.

La vivaz policromía y las esbeltas formas góticas de la nave interna contrastan con la relativa simplicidad románica de la arquitectura externa de la Basílica superior. La nave está dividida en cuatro arcadas con transepto y ábside poligonal, y presenta una cubierta con bóvedas de crucería. Un estrecho balcón corrido se extiende en torno a las paredes. La iglesia superior está iluminada por grandes ventanales góticos que se disponen a lo largo de toda la parte alta de la nave y del ábside, a lo cual se une la luz que entra por el rosetón de la fachada.

#### Altar mayor y coro
En el centro del ábside se encuentra el marmóreo altar mayor. Originario del siglo XIII, fue restaurado en 1942. Su destinación original era la Capilla papal. El coro, compuesto por 102 sillas, es obra de Domenico de Sanseverino y sus ayudantes entre 1491 y 1501.

#### Vidrieras
La basílica superior conserva una de las colecciones de vidrieras medievales más completas de Italia. Las de la zona absidal, datadas en 1253, se atribuyen a artistas de Alemania nororienrtal y representan nueve escenas con analogías entre la vida de Jesús y acontecimientos del Antiguo Testamento.
Las del transepto y la nave son en parte obra de franceses y en parte de un taller nacido en el ámbito de la oficina del Maestro de San Francisco, y se pueden datar en la segunda mitad del siglo XIII. Se representan escenas de la vida de San Francisco, San Antonio de Padua, la Virgen y otros santos.

### Frescos
Cuando estaban terminando los trabajos de la construcción de la iglesia superior se iniciaron también las decoraciones al fresco. En ambas basílicas, esta decoración corresponde a una serie de programas, destruidos en parte en algún caso, que fueron pensados dentro de un plan integral que tenía la finalidad de exaltar la figura de San Francisco.
Cronológicamente, los frescos parten desde el presbiterio en el cual se representan Historias de María al centro e Historias del Apocalipsis y de los Apóstoles en los brazos. Las figuras por las cuales Francisco sentía máxima veneración están ampliamente representadas: el Cristo crucificado, la Virgen María, los Apóstoles (sobre todo, Pedro y Pablo) y los Ángeles (en particular, el Arcángel Miguel).
El ciclo pictórico comenzó entre 1267 y 1270 cuando, según las fuentes, un “maestro de escuela gótica” y un “maestro de escuela romana” estaban trabajando en la pared derecha del transepto en las escenas de la vida de los apóstoles Pedro y Pablo. La decoración continuó en las paredes con ventanales desde 1270 a 1280 gracias a la obra de un “maestro romano”.
A lo largo de las paredes de la nave se articulan, en la parte superior, las Historias del Viejo y del Nuevo Testamento, y en la inferior, las Historias de la vida de San Francisco. La obra, en la que se comprometieron los mayores artistas de Italia central, como Cimabue y Giotto, se realizó en el arco de los últimos veinte años del siglo XIII.

#### Frescos de Cimabue

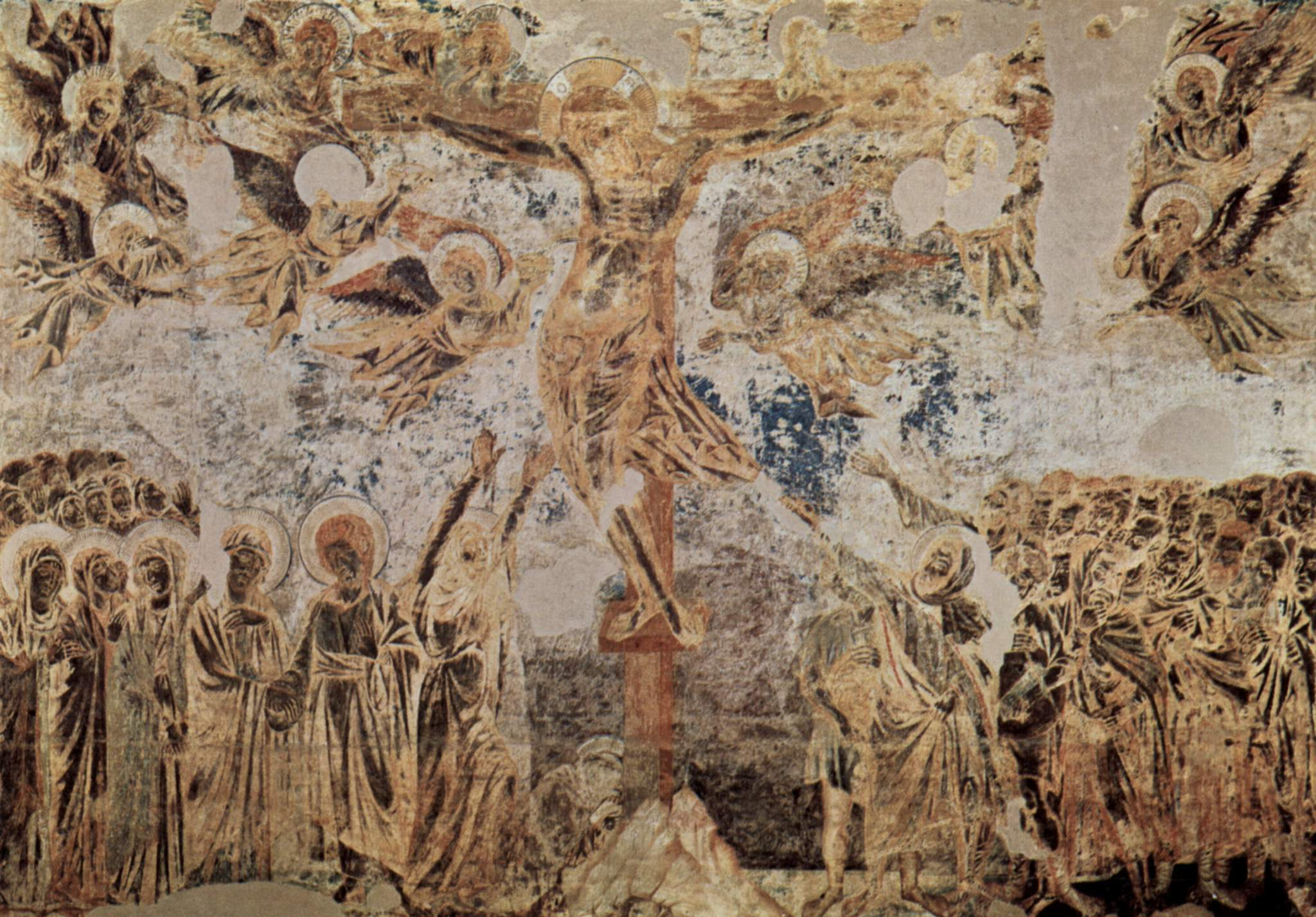
Cimabue, La Crucifixión.

Entre 1272 y 1280 se encargaron de la decoración Cimabue y su taller, quienes terminaron de pintar los frescos del transepto y del ábside. En el brazo derecho está representada la Iglesia terrestre (Transfiguración del Señor, vida de los apóstoles...), en el centro aparecen algunos episodios de la vida de la Virgen y en el brazo izquierdo se representa a la Iglesia celeste. Los diversos temas del transepto del ábside mayor y de la nave están conectados entre ellos a través de los Evangelios, representados por los cuatro Evangelistas pintados al fresco por Cimabue, cada uno en el momento de escribir inspirado por un ángel, y teniendo enfrente la vista de la región evangelizada: Mateo, Judea (derrumbado tras el sismo de 1997, su restauración terminó en abril de 2006); Juan, Asia; Lucas, Grecia; y Marcos, Italia.
La costumbre de Cimabue de usar albayalde, mezclado con otras pinturas, ha hecho que el color, con el paso del tiempo, se convirtiese poco a poco en evanescente, casi monocromático. Por efecto de la oxidación, casi toda la superficie trabajada es de difícil lectura, ya que el encarnado claro de los personajes y todo lo que fue pintado con color blanco se ha convertido en negro; solamente a través de una fotografía en negativo se puede ver mejor el efecto de gran movimiento y extremo dramatismo de escenas como la Crucifixión.

#### Antiguo y Nuevo Testamento

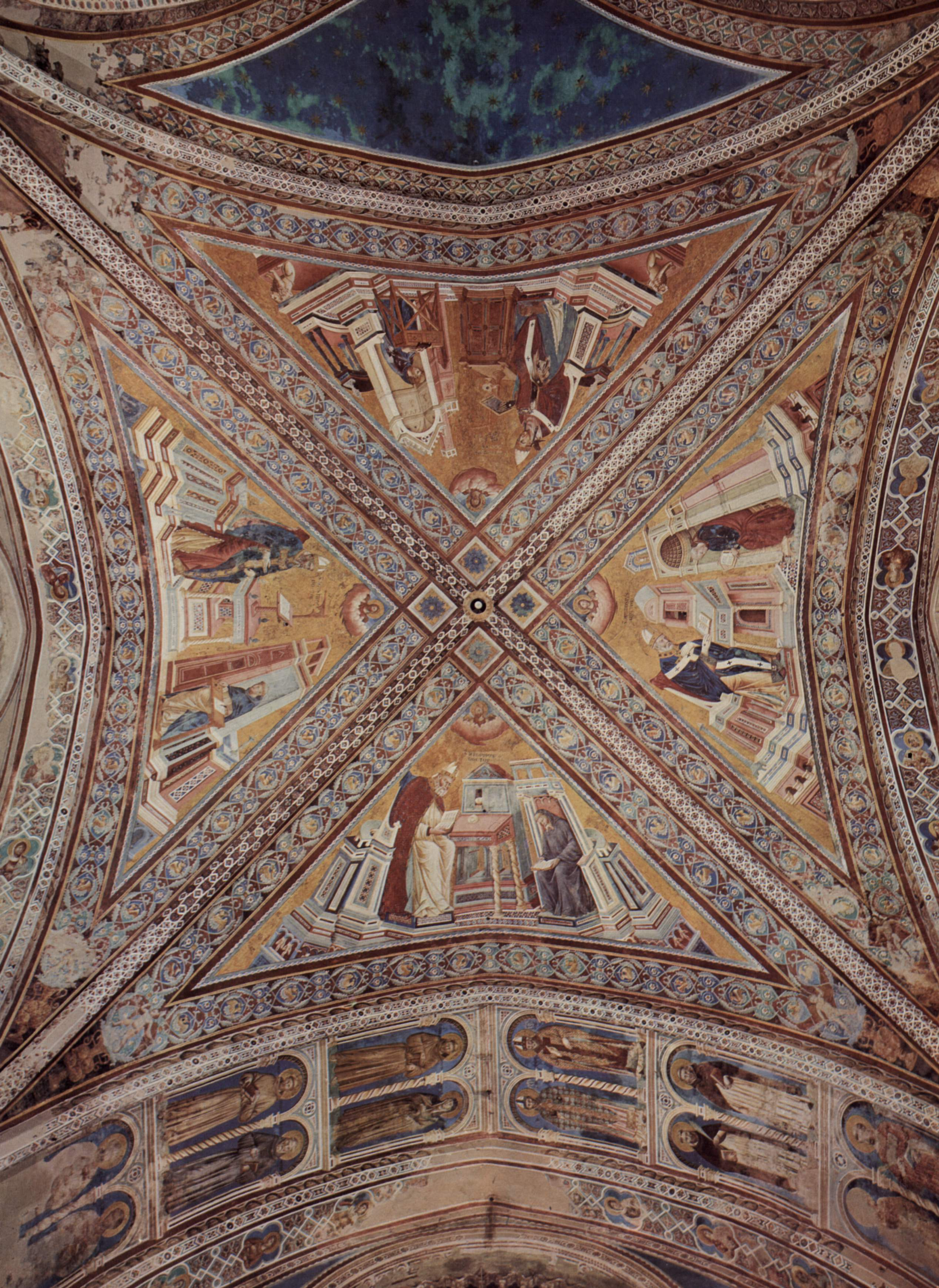
Giotto, Bóveda de los Doctores de la Iglesia.

En la parte superior de la nave hay un conjunto de 34 cuadros con escenas bíblicas, algunos de las cuales muy deteriorados. Son obra de artistas romanos y toscanos entre finales del siglo XIII y comienzos del siglo XIV.
La parte superior del lado norte comienza con las Historias de la creación, desde la creación del mundo hasta el asesinato de Abel. Con las Historias de Noé comienza el ciclo de una “nueva humanidad”, acompañado luego por los episodios relacionados con los patriarcas Abraham, Jacob y José. Las primeras cinco escenas se atribuyen a los artistas romanos Jacopo Torriti y Filippo Rusuti. En las escenas desde la Construcción del arca de Noé hasta el Sacrificio de Isaac se nota un planteamiento más vivaz acompañado de una mayor tensión, propias de los actos de la escuela de Cimabue. Al pintor denominado “Maestro de las escenas de Isaac”, quien para muchos estudiosos sería Giotto joven, se le atribuyen las escenas de Isaac que bendice a Jacob y Esaú delante de Isaac. Al mismo pintor se le atribuyen también los dibujos para las Historias de José, situados en la primera arcada de la derecha.
Los frescos del Nuevo Testamento del lado sur, en la parte superior, ilustran la Vida de Cristo desde la Anunciación hasta las Bodas de Canaán y, en la parte inferior, la Ascensión y el Pentecostés.
La tercera arcada presenta unos medallones con Cristo, María, San Juan y San Francisco. Se llama también la Bóveda de los santos y se atribuye a Jacopo Torriti.
La cuarta arcada, seriamente dañada por el terremoto de 1997, presenta en cada lado un Doctor de la Iglesia sentado con un escribano cercano: San Jerónimo, San Agustín, San Gregorio y San Ambrosio. Esta Bóveda de los Doctores de la Iglesia se le atribuye a Giotto joven.

#### La vida de San Francisco en los frescos de Giotto

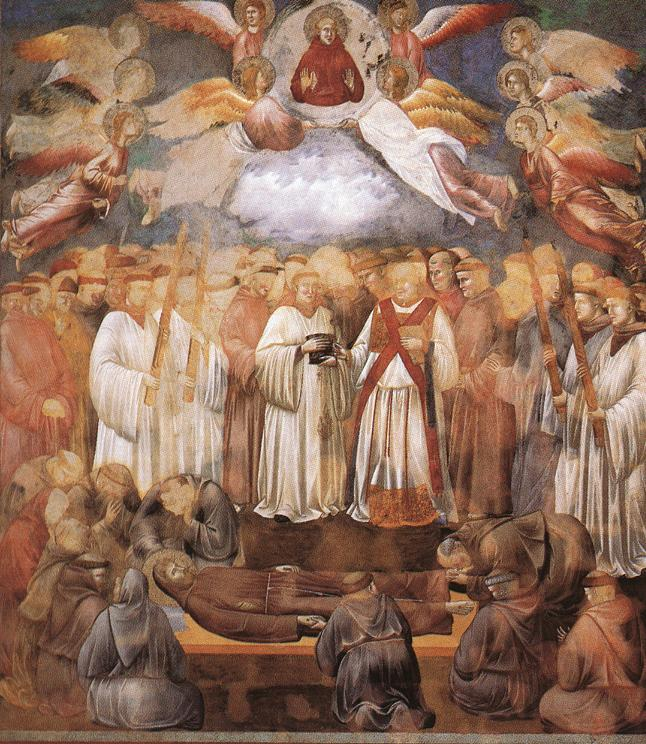
20: Muerte y funerales de Francisco.

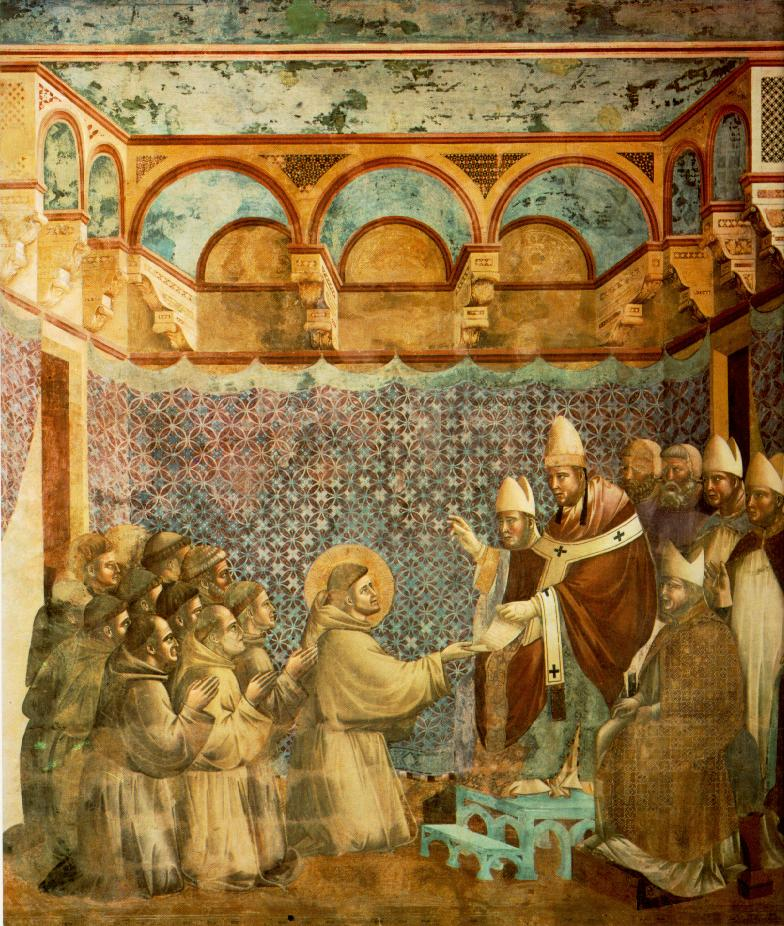
7: El Papa aprueba la Regla.

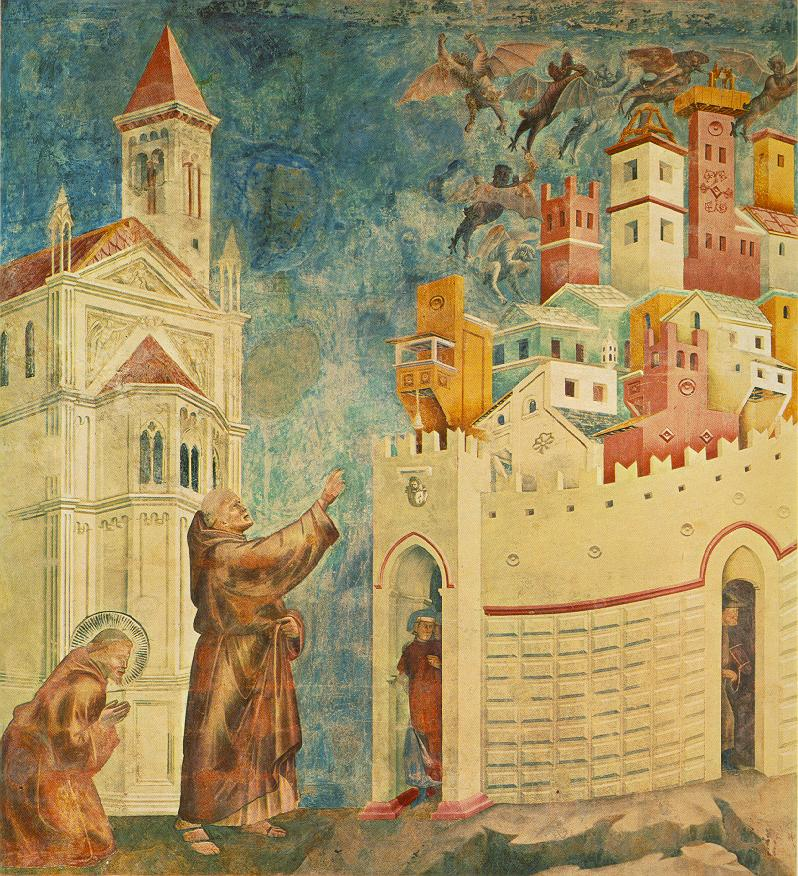
10: Expulsión de los demonios de Arezzo.

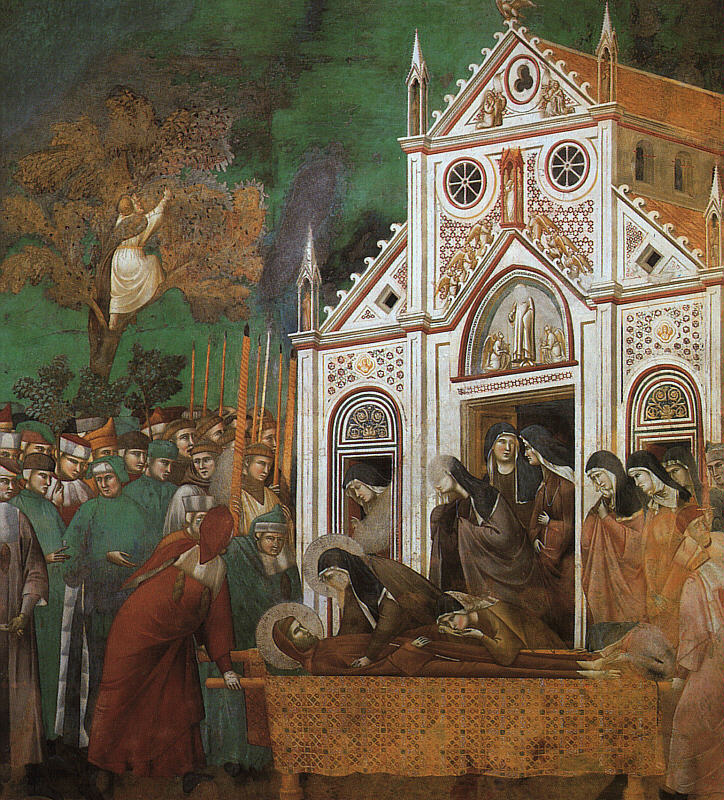
23: El dolor de Clara y de las hermanas de San Damián.

La parte inferior de la nave de la basílica superior está ocupada por el ciclo de frescos sobre la Vida de San Francisco. Se trata de veintiocho escenas sacadas de la Leyenda Mayor de San Buenaventura que, a finales del siglo XIII, constituía la biografía oficial del santo.
Giorgio Vasari cita que los frescos fueron terminados por Giotto, llamado a Asís tras el año 1296 por Juan de Murlo, general de la Orden. La paternidad a Giotto de todo el ciclo es puesta en duda por muchos estudiosos. Está comprobado que la ejecución del primer fresco y de los últimos tres se atribuyen a un alumno, el llamado Maestro de Santa Cecilia. Otros estudiosos sostienen que Giotto intervino en la mayor parte de las escenas y justifican las variaciones estilísticas con la maduración formal del propio autor unida a la ayuda de numerosos alumnos de su taller. En cambio, es unánime la atribución a una sola mente de la estructura general y de los dibujos preparatorios.
Las historias, cada una con su título abajo, están ambientadas en el mundo medieval de finales del siglo XIII. Los personajes se mueven dentro de espléndidos paisajes ciudadanos y rurales con un formidable sentido realista. Los episodios, además, encerrados en el interior de un falso pórtico, transmiten el efecto ilusionista de un espacio hueco que sobrepasa las paredes de la iglesia. Las historias del “Poverello” no inician desde el nacimiento, sino desde la juventud; la secuencia narrativa avanza desde la primera escena de la nave derecha y termina con la vigesimoctava de la nave izquierda. Según los estudios más recientes, el ciclo de Asís parece estar subdividido en tres grupos distintos: el primero y el último, de siete cuadros cada uno; el intermedio, de siete parejas, catorce en total. Los primeros siete episodios representan desde la conversión de San Francisco hasta la aprobación de la regla. El grupo central, considerado evidentemente el principal, muestra todo el desarrollo del Orden hasta la muerte de San Francisco. Los últimos siete son las exequias y la canonización del santo, incluidos los milagros post mortem necesarios para esta. En el primer grupo San Francisco está sin el Orden, en el segundo está junto a él, y en el tercero es el Orden el que continúa su obra.

### Otros artículos sobre la Basílica de San Francisco de Asís
- Basílica de San Francisco, por Pascual Magro
- Basílica y tumba de San Francisco, por Fernando Uribe
- Basílica de San Francisco, por Gualtiero Bellucci
- Basílica y Sacro Convento de San Francisco, de fratefrancesco.org
- Basilica di San Francesco, de Assisi Online (en italiano)